# Операція «Сіпео»

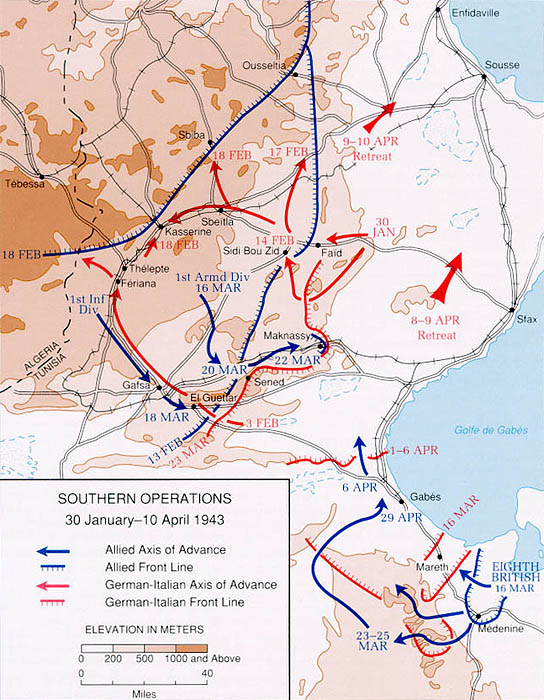
Карта боїв у Тунісі з 30 січня до 10 квітня 1943 року

Операція «Сіпео» (англ. Operation Scipio), також битва за Ваді-Акаріт (англ. Battle of Wadi Akarit) — військова операція британської 8-ї армії генерала Б.Монтгомері проти німецько-італійських військ на півночі Африки. Метою наступальної операції, що тривала з 6 до 7 квітня 1943 року в південній частині Тунісу, визначалося прорив оборонних рубежів противника поблизу Ваді-Акаріт. Головним завданням британсько-новозеландських військ було вибити німецько-італійські сили з проходу Габес, північніше міст Габес та Ель-Хама, та прорватися крізь нього далі на північ. Підрозділи 51-ї гірської піхотної дивізії змогли прорвати оборону противника та утворити плацдарм. Вслід за ними пішли в атаку основні сили, які вибили війська сил Осі, які під тиском 8-ї армії відступили вглиб Тунісу до рубежу Енфіда.

## Передумови
У результаті успішного наступу 8-ї армії британців на «лінію Марет», — операцій «Пьюджіліст» (англ. Pugilist) та «Супречардж II», частини британських військ прорвали «лінію Марет» і армійський генерал Дж. Мессе відступив на північний схід і зайняв нові оборонні позиції на підступах до Ваді-Акаріт біля Габесу. Італійські війська організували оборону на цьому останньому натуральному бар'єрному рубежі на шляху просування військ противника на північ у серце Тунісу.
На найзагрозлівишому напрямку в обороні італійців, перебував XX армійський корпус корпусного генерала Т. Орландо. Однак для частин, що тримали оборону, не було достатньо сил і головне в них були відсутні резерви військового майна для організації міцної позиційної оборони. Хронічно не вистачало мін, колючого дроту, деревини для влаштування окопів, бліндажів та інших фортифікаційних споруд. Оборонна лінія становила розпорошену та розосереджену систему поодиноких укриттів та опорних пунктів, які простягалися від берега затоки Габес до солончаків Джебель Роумана і далі до східної околиці озера Шотт-ель-Джерід; іноді оборонні позиції мали протитанкові споруди, невеличкі мінні поля на найнебезпечніших напрямках, вогневі позиції артилерії та кулеметні гнізда.

### Склад угруповання країн Осі
Західний фланг угруповання прикривав XXI армійський корпус корпусного генерала П. Берарді. На правому крилі корпусу, найближчому до пустельних регіонів Джебель Гайдоуді, оборону утримувала 16-та моторизована дивізія «Пістоя» дивізійного генерала Дж. Фалуджі посилена часткою 15-ї танкової генерал-майора В. Боровіца та рештками розгромленої німецької 164-ї легкої африканської дивізій генерал-майора К. фон Лібенштейна, а також частки італійської маневрової групи «Сахара» генерала А. Маннеріні.
Безпосередньо оборону у Ваді-Акаріт тримали частини XX армійського корпусу, до якого входили 136-та танкова дивізія «Джовані Фашисті» дивізійного генерала Н. Соццані, що обороняла сектор біля узбережжя, два батальйони 90-ї африканської дивізії генерал-лейтенанта Т. фон Шпонека, 101-ша моторизована дивізія «Трієст» генерала Ф. Ла Ферла, 80-та авіадесантна дивізія «Ла Спеція» генерала Л. Піццолато.
У резерві генерал Дж. Мессе тримав 361-й панцергренадерський полк та 190-й протитанковий дивізіон 90-ї африканської дивізії, що мали район зосередження у Фітнасі. Основна частина 15-ї танкової дивізії та 200-й панцергренадерський полк 90-ї дивізії перебували в районі Роумана.

### Британська 8-ма армія
Коли 8-ма армія генерала Б.Монтгомері вийшла до підступів оборонних рубежів італійсько-німецьких військ перед ними виявилася незначне та побите в попередніх боях угруповання, яке до того ж мало обмаль артилерії й танків. Разом з цим, складні географічні умови Ваді-Акаріт становили серйозну перешкоду військам союзників, що планували прорватися на північ. Навіть маючи величезну перевагу в живій силі та техніці це було великим викликом. Тому, за планом командувача 8-ї армії перший ешелон ударного угруповання — 51-ша піхотна дивізія майор-генерала Д. Вімберлі з XXX корпусу лейтенант-генерала сера О. Ліза — мав потужним ударом на одній зі слабких ділянок оборони противника прорвати позиції генерала Д. Мессе і створити плацдарм. За 51-ю дивізією у другому ешелоні мав негайно вступити в битву X армійський корпус лейтенант-генерала сера М. Демпсі, який отримав завдання, скориставшись проривом, стрімко розвинути наступ на Сфакс, Сус і далі на Туніс.
Планом передбачалося ввести в бій після прориву 2-гу новозеландську дивізію лейтенант-генерала сера Б. Фрайберга, яка мала наступати в голові ударних сил до етапу захоплення аеродромів біля Меззуна. Далі в бій вводилася 1-ша бронетанкова дивізія майор-генерала Р.Бріггса.
Під час підготовки операції, розвідка довела нові дані, що загальна чисельність угруповання противника більше, ніж вважалося раніше. Тому після переоцінки сил, командир XXX корпусу генерал О.Ліз вирішив ввести в битву перший ешелон у складі двох дивізій: до 51-ї він додав 4-ту Індійську піхотну, яка мала проривати італійсько-німецьку оборону 136-ї танкової, 90-ї африканської та 101-ї моторизованої дивізій біля середземноморського узбережжя. Надалі ця дивізія мала зв'язати боєм та позбавити можливості маневру 80-ту авіадесантну дивізію «Ла Спеція», що оборонялася між Джебель Роумана та Джебель Тебага. Однак, на цьому британське командування не зупинилося; план постійно змінювався, доки не було остаточно вирішено, що в наступ переходять три дивізії: 51-ша гірська на правому фланзі, 50-та нортумбріанська в центрі бойового порядку та 4-та Індійська на лівому фланзі.

## Битва
Виходячи з диспозиції військ, генерал Дж. Мессе вважав, що найімовірніше війська Б.Монтгомері перейдуть у наступ у час повного місяці з 19 на 20 квітня. Але, командувач 8-ї британської армії, хоча й обмислював такий варіант, все ж таки зупинився на атаці в повній темряві в ніч з 5 на 6 квітня. Вночі 4-та Індійська дивізія силами першого ешелону — 7-ї індійської бригади бригадира О. Ловетта — розпочала атаку, що було абсолютною несподіванкою для командування 1-ї італійської армії. 7-ма бригада захопила Расс Зауї, вслід за нею в битву вступила 5-та бригада, і до кінця 6 квітня 4-та дивізія здобула великого успіху, проробивши прохід в обороні противника. Згодом почала наступ 152-га бригада 51-ї дивізії та 2-га новозеландська дивізія.
Близько 12:00 6 квітня 200-й панцергренадерський полк здійснив спробу контратакувати 5-ту Індійську бригаду, а по 154-ій бригаді 51-ї британської піхотної дивізії завдала удару 15-та панцергренадерська дивізія. Але союзникам вдало відбили ці спроби та продовжили наступ.
До кінця дня остаточно стало зрозуміло, що операція англо-новозеландських військ розвивається успішно. Ввечері командувач групи армії «Африка» генерал-полковник Г.-Ю. фон Арнім, що перебував на командному пункті генерала Дж. Мессе, віддав наказ на початок відходу 1-ї італійської армії на північ. Тим більш німецький генерал резонно вважав небезпечним загальну диспозицію своїх військ через успішний наступ II американського корпусу генерал-лейтенанта Дж. Паттона. З настанням темряві командувач 1-ї армією розпорядився вивести в першу чергу найбільш боєздатні італійські війська усім наявним транспортом, отже німцям та деяким другорядним італійським формуванням довелося відступати пішки.
Вдень 7 квітня 8-ма армія несподівано виявила, що перед фронтом її наступу противника практично немає, він потай відступив. Але навіть за добу бою в ході операції «Сіпео» італійсько-німецькі війська зазнали важких втрат; так 15-та панцергренадерська і 164-та африканська втратили не тільки значну кількість живої сили, а й більше половини власної техніки. Три італійські дивізії були настільки розтрощені, що після відведення їх просто звели в одну. Від 80-ї авіадесантної дивізії залишилося 1,5 роти піхоти, 101-ша моторизована сумарно мала 3 слабких батальйони.
8-ма британська армія втратила 1 289 вояків, у той час, як країни Осі тільки полоненими зазнали втрату 7 000 осіб, і велику кількість вбитих і поранених.
Близько 17:00 7 квітня передові загони американських військ зустрілися з військами 8-ї армії генерала Б.Монтгомері неподалік від дороги між Ель-Катар та Габес. У наслідок подальшого наступу британські війська пройшли 225 км, опанували Сфакс, Сус та вийшли на черговий оборонний рубіж противника біля Енфідавілля на півночі Тунісу.